# حملات أمنحتب الثاني
حملات أمنحتب الثاني هي الحملات العسكرية التي قام بها الملك المصري أمنحتب الثاني في بلاد الشام.

## الحملة الأولى
وقد ذهب بعض المؤرخين أنها السنة الثانية من حكم هذا الملك المصري، وذلك استنباطًا مما جاء على لوحتَيْ أمادا وإلفنتين المؤرَّختين بالسنة الثانية من حكم أمنحتب الثاني، وقد جاء في نقوشهما ذِكْر انتصار الملك المصري على بلاد التخسي الواقعة في شمال سوريا، على أن البعض يظن أن هذه الحملة قد قامت في السنة الثالثة، وقد عدَّها حملته الأولى المظفرة إلى بلاد رتنو، على أن هذا التاريخ لا يتفق مع ما جاء في لوحة منف، التي يذكر فيها أن حملته الأولى كانت في السنة السابعة من حكمه، وقبل أن نفحص هذا التناقض نضع أمام القارئ ما جاء على لوحة أمادا خاصًّا بإقامة اللوحة التذكارية فيها، وما نوَّه به الملك المصري عن حروبه قبل السنة الثالثة، «وبعد ذلك أمر جلالته بنحت هذه اللوحة لتقام في المعبد في مكان «موقف الملك»، وتُنقَش باسم سيد الأرضين العظيم ابن الشمس أمنحتب الثاني، حاكم أون المقدس في بيت الآباء، وهم الآلهة بعد عودة جلالته من رتنو العليا، وكان قد هزم كل أعدائه مادًّا حدودَ مصر في حملته الأولى المظفرة.»
 مقدمة: «السنة السابعة، الشهر الأول من فصل الشتاء، اليوم الخامس والعشرون من عهد جلالة حور (الملك)، الثور القوي، حاد القرنين، سيد التاجين، عظيم القوة، المتوَّج في طيبة حور الذهبي، الفاتح والمسيطر على البلاد كلها، ملك الوجه القبلي والوجه البحري، سيد الأرضين «عا خبرو رع» ابن الشمس، «أمنحتب المقدس» (أمير أون) ومعطي الحياة مخلدًا، والمماثل رع، وابن آمون، والجالس على عرش والده، وقد خلقه أعظم قوةً وأشد بأسًا بالنسبة لمَن خلقهم من قبلُ؛ ولذلك هزم جلالته أرض «نهرين»، وفتك قوسه بهم، وهو الفاتح بظفر وشدة بأسٍ، مثل منتو عندما يظهر مدججًا بأسلحته، وقلبه فَرِح عندما يقع نظره عليهم؛ لأنه يأخذ بنواصي الثائرين.» 
تولَّى أمنحتب الثاني عرشَ الملك، وقد ذكرت لنا لوحة الجيزة أن أمنحتب الثاني تولَّى عرش الملك في العبارة التالية: «والآن أشرق جلالته ملكًا، وهو لا يزال شابًّا جميلًا سليم الجسم، بعد أن أتَمَّ الثامنة عشرة من عمره، دابًّا على ساقَيْه في قوة.» وقد قام حينئذٍ بحملته التي ذُكِرت على اللوحة التي نحن بصددها الآن في السنة الخامسة والعشرين من عمره، أي إنه كان وقت سيره على رأسها قد اكتملت تجاربه الحربية، وبخاصة أنه كان قد عاد من خوض غمار حرب قبلها في السنة الثالثة، الشهر الثالث من فصل الشتاء، اليوم الخامس، بعد أن أوقَعَ هزيمةً بأمير تخسي في شمال سوريا، كما جاء ذِكْر ذلك على لوحتَيْ أمادا وإلفنتين.
 الملك المصري يخرب شماش إدوم: «زحف جلالته على بلاد رتنو في حملته الأولى المظفرة ليوسع حدوده على حساب أولئك الذين لم يُظهِروا له الولاء، وقد كان محياه ينبعث منه الخوف مثل وجه الإلهة باستيت والإله «ستخ» في ساعة غضبهما، ووصل جلالته بلدة شماش أدوم وخربها في طرفة عين، كالأسد الهصور عندما يجوب الصحراء، وقد كان جلالته يركب عربته الحربية التي كانت تُسمَّى «آمون قوي» وموت راضية، وخونسو وهو صاحب المشاريع الطيبة.»
قائمة بالغنائم التي كسبها بسيفه في هذا اليوم: «ثلاثة وثلاثون آسيويًّا، واثنان وعشرون ثورًا.»
وقوع معركة بعد اجتياز نهر الأرنت (نهر العاصي): «وبعد ذلك اجتاز جلالته نهر الأرنت (نهر العاصي)، فاقتحمه مثل الإله «رشف»، ومن ثَمَّ قفل راجعًا ليحمي مؤخرته؛ إذ كان قد لمح بعض الآسيويين قد قدموا متسلِّلين وهم مدججون بأسلحتهم لمهاجمة جيش الملك المصري، وعندئذٍ انقَضَّ جلالته عليهم انقضاضَ الصقر الإلهي، وعلى الرغم ممَّا كانوا عليه من ثقةٍ وطيدةٍ، فإن قلوبهم قد تخاذلت الآن؛ إذ تساقَطَ الواحد منهم فوق زميله حتى قائدهم، على أنه لم يكن بجانب جلالته أحد، بل كان منفردًا ومعه سيفه البتَّار، فأهلكهم جلالته بسهامه، وتقدَّمَ بقلب فَرِح مثل الإله منتو شديد القوى، بعد أن أحرز النصرَ على الأعداء.»
قائمة بالأسلاب التي غنمها جلالته في هذا اليوم: «أميران، وستة أشراف مع عربات قتالهم، وخيولهم، وكل أسلحتهم.»
مدينة نيا تُسلَّم بدون مقاومة شديدة: «وبعد ذلك زحف جلالته نحو بلاد نيا، غير أن أمير هذه البلاد ورعاياه من رجال ونساء قد أظهروا الولاء والطاعة، وظهرت على وجوههم الدهشة (وقد جاءت هذه العبارة في متن الكرنك هكذا)، وقد كان سوريو هذه المدينة رجالًا ونساءً واقفين على جدرانهم، ودهشوا من الإله الطيب.»
الملك يستولي على أوغاريت: «وبعد ذلك ضرب جلالته سرادقه بالقرب من أوغاريت» وتغلَّب على كل أعدائه هناك، وقد أهلكهم كأن لم يغنوا بالأمس؛ إذ جعل عاليهم سافلهم، ثم قفل راجعًا فَرِح القلب، بعد أن أصبحت هذه الأراضي الأجنبية قاطبةً ملكًا خاصًّا له.»
الملك يضرب خيامه في «تارخي» وغيرها من الأماكن الحربية: «وبعد ذلك عسكَرَ جلالته على مقربة من تارخي، وهي في شرقي «شماش رام» (= الشمس العالية)، وقد خرب قرى «منزاتو» ووصل جلالته حتى «هثرعا»، فخرج أميرها بقلب فَرِح لمقابلة جلالته ومعه أولاده ومتاعه، وكذلك استقبل جلالته أهل بلاد ينقا بسرور.»
قادش تعقد يمين الإخلاص للملك: «وبعد ذلك وصل جلالته أمام «قادش»، فخرج أميرها لمقابلة جلالته بسرور، وعقد هو وأولاده يمين الإخلاص لجلالته.
ثم قام جلالته بإصابة هدفين من النحاس بسهامه أمامهم في الجهة الجنوبية من هذه المدينة، ثم جال في غابات جبال «رابيو» وقنص غزالًا ومهاري وأرانب وحشية وحميرًا برية يخطئها العد.»
الملك يغنم بنفسه بلدة خاشابو: «ثم سار جلالته بعربته نحو مدينة خاشابو، وقد كان وحيدًا لا رفيقَ له، ولم يَمْضِ إلا زمن قصير جدًّا حتى عاد من هناك بعد أن غنم ستة عشر من الأشراف وساقهم بجانب عربته، وكذلك كان معه عشرون يدًا (مقطوعة) معلقة على معرفة جواده، هذا إلى ستين ثورًا ساقها أمامه، وعلى ذلك طلبت هذه المدينة الأمان من جلالته.»
الملك المصري يقبض في عودته إلى الوطن على رسول معادٍ: «وبعد ذلك سار جلالته جنوبًا في وادي «شارونا»، فقابَلَ هناك رسولَ أمير نهرين، وكان يحمل (حول) عنقه كتابًا على لوحة من الآجر مختومًا، فأخذه أسيرًا بجانب عربته، ثم فضَّ جلالته خيامه وحملها على خيله، وبقي معه الشريف السوري وحده أسيرًا.»
العودة نحو منف وفحص الغنائم التي عاد بها الملك المصري: «وقد وصل جلالته إلى منف، وقد كان قلبه فَرِحًا مثل قلب الثور القوي.»
قائمة الغنائم: «خمسمائة وخمسون شريفًا سوريًّا …، وأربعون ومائتا امرأة، وأربعون وستمائة كنعاني، واثنان وثلاثون ومائتان من أبناء الأمراء، وثلاث وعشرون وثلاثمائة من بنات الأمراء، وكذلك حظيات أمراء من كل الأراضي الأجنبية: سبعون ومائتان بحليهن المصنوع من الفضة والذهب الذي كنَّ يحملنه، ويبلغ الكل أربعة عشر ومائتين وألفين، يُضاف إلى ذلك عشرون وثمانمائة جواد، وثلاثون وسبعمائة عربة بكل معدات الحرب، وقد أدهش الزوجة الإلهية والزوجة الملكية والابنة الملكية انتصارات جلالته.»
العودة إلى منف: وكذلك في متن الكرنك نجد كاتب اللوحة قد أعطانا تاريخَ العودة إلى منف، ولم يَبْقَ منه إلا يوم الشهر وهو السابع والعشرون، ونجد في هذا المتن تفصيلات لا توجد في متن منف، وهاك متن لوحة الكرنك: «… اليوم السابع والعشرون، خرج جلالته من معبد صاحب الوجه الجميل (بتاح)، وذهب إلى منف حاملًا معه الغنيمة التي سلبها من بلاد رتنو.»
«وقد شاهدت كل البلاد انتصارات جلالته. أقسم بالإله الطيب سيد الأرضين رب القربان … محبوب آمون حامي مَن في طيبة» المحتفل بأعياد بيت آمون، سيد طيبة (…) ابن الشمس تحتمس الرابع، معطي الحياة أبد الآبدين.»

فإذا قارنَّا ما جاء في هذا المتن بما في متن منف، نجد أن هناك بعض الفروق، وبخاصة في عدد الأسرى، كما نجد أن متن منف قد أغفل كليةً أوانيَ الذهب ومقدارَ النحاس، وكذلك نلحظ أن أول عمل قام به الملك المصري عند دخوله منف أن زار معبد الإله بتاح، ثم ذهب إلى قصره، وأخيرًا نجد أن هذا المتن قد نقشه تحتمس الرابع ابن أمنحتب الثاني بعد وفاة والده. 

## الحملة الثانية
التاريخ: «السنة التاسعة، الشهر الثالث من فصل الربيع، اليوم الخامس والعشرون، زحف جلالته على بلاد رتنو في حملته الثانية المظفرة على بلدة «ابق»، فطلب أهلها الأمان بسبب ما أحرزه الملك المصري له الحياة والسعادة والصحة من الانتصارات.»
الملك المصري يسير نحو «يحما» ويخرب القرى المجاورة: «ثم زحف بعد ذلك جلالته بجياده وعدة حربه نحو «يحما»، فنهب جلالته قرية «ماباسن» وقرية «حاتيثان»، وهما قريتان غربي «سوكا»، وقد هاج هناك الملك كالصقر المقدس، وعندئذٍ طارت جياده كالشهاب حينما ينقضُّ من السماء، ولم يَكَدْ جلالته يدخل المعمعة حتى أسَرَ أمراء البلدة وأولادهم وزوجاتهم، وكل أتباعهم وكل متاعهم الذي لا يُحصَى من بهائم وجياد والماشية الصغيرة.»
الإله آمون يظهر للملك المصري في حلم ويمنحه القوة: «وقد اضطجع جلالته ليستريح، فأتى في المنام جلالة هذا الإله البهي آمون رب الكرنك إلى جلالة ابنه الملك عا خبرو رع ليمنحه القوة، وقد كان الوالد آمون يرغب في أن يحمي بأعضائه هذا الملك المصري.»
الملك يحرس بمفرده أسرى الحرب الذين أسرهم في بلاد السامريين: «وفي الصباح المبكر سار جلالته في عربته نحو بلدة «إتورين»، ثم بلدة «مجدول يون»، وقد كان جلالته في قوة الإلهة سخمت، ومثل الإله منتو في طيبة، فأسر أمراءهم، ويبلغ عددهم أربعة وثلاثين، وكذلك استولى على سبعة وخمسين عبدًا، وواحد وثلاثين ومائة أسرى، واثنين وسبعين وثلاثمائة يد، وأربعة وخمسين جوادًا، وأربع وخمسين عربة حرب بكلِّ معداتها، كما استولى على كل الرجال البالغين وأطفالهم ونسائهم وكل متاعهم، ولما رأى جلالته كثرة الغنائم التي استولى عليها، أراد أن يأخذ الأسرى أحياء، فحفر خندقين حول أولئك الأسرى، وسهر على حراستهم حتى مطلع الفجر، وفي يمينه (بلطة) قتاله، وكان وقتئذٍ وحيدًا لا أحد بجانبه، وكان جنوده بعيدين عنه على الطريق، ولم يسمعوا إلا صوت طلب النجدة من الملك المصري، وفي الصباح الباكر من اليوم التالي سار الملك المصري على جواده ثانيةً، وكان مدججًا بأسلحة الإله منتو.»
الملك المصري ينهب «أنا وخراث» في عيد التتويج: «وفي يوم عيد تتويج جلالته نهب بلدة أنا وخرث.
قائمة بغنائم جلالته في ذلك اليوم بمفرده: «سبعة عشر شريفًا آسيويًّا، وستة من أولاد الأمراء، وثمانية وستون آسيويًّا، وثلاثة وعشرون ومائة يد (مقطوعة)، وسبعة جياد، وسبع عربات حرب من الفضة والذهب وكل معدات حروبها، وثلاثة وأربعون وأربعمائة ثور، وسبعون وثلاثمائة بقرة، وعدد لا يُحصَى من الماشية الصغيرة، وقد قدَّم كل الجيش الغنائم التي يخطئها العد للملك المصري من بهائم وجياد وماشية صغيرة.»
الملك المصري يستولي على «جرجور» أمير «قبعاسومنه»: «ثم زحف جلالته على «هو عكتي» وأسر أمير قبعاسومنه واسمه جرجور، وقد استولى كذلك على زوجه وأولاده وأتباعه، وعيَّنَ بدلًا منه أميرًا آخَر.»
العودة إلى منف وإحصاء الغنائم: «وبعد ذلك قفل جلالته راجعًا إلى مدينة منف، وقلبه مفعم بالسرور من كل البلاد الأجنبية، وذلك بعد أن جعل كل الأصقاع تحت موطئ قدمَيْه.»
قائمة بالغنائم التي عاد بها جلالته إلى الوطن: «سبعة عشر ومائتا أمير من رتنو، وتسعة وثمانون ومائة من إخوة الأمراء، وستمائة وثلاثة آلاف من العبرو، ومائتان وخمسة عشر ألفًا من البدو، وثلاثمائة وستة وثلاثون ألفًا من السوريين، وستمائة وخمسة عشر ألفًا من أسرى «نجس» (لا عاش)، هذا إلى اثنين وخمسين وستمائة وثلاثين ألفًا من أتباعهم، فيكون المجموع الكلي ستمائة وتسعًا وثمانين ألف نسمة، يضاف إلى ذلك متاعهم الذي لا يُحصَى، وكل بهائمهم، وكل مواشيهم الكبيرة التي يخطئها العدُّ، هذا إلى ستين عربة حرب من الفضة والذهب، واثنين وألف ملوَّنة، وعربات حرب من الخشب بكل معداتها الحربية، وكذلك خمسون وثلاثة عشر ألفًا من الجياد، وذلك بقوة الإله آمون الوالد المبجل المحبوب منه، والذي منحه حمايته، وإنه آمون هو الذي حباه بالشجاعة.»
أمراء آسيا العظام الذين راعهم انتصارات الملك المصري يرسلون رُسُل السلام إلى البلاط: «ولما سمع أمير نهرين وأمير بلاد خاتي وأمير سنجار بالانتصارات العظيمة التي أحرزها جلالته، حمل كل واحد منهم هدايا الود والمصافاة لرب كل الأراضي الأجنبية، وقد وطَّدوا العزم على أن يطلبوا إلى جلالته أن يمنحهم نفس الحياة كما كان يفعل والد آبائهم، وقالوا: «لقد حضرنا بهدايا إلى البلاط يابن رع يا أمنحتب يا أيها الإله، وأمير أون ويا أمير الأمراء، ويا أيها الأسد الهصور، وبذلك أبعد الخوف من هذه البلاد إلى الأبد».»

ويدل ما لدينا من معلومات على أن «منحتب الثاني قد قام بحروب في آسيا، قبل الحملة التي يطلق عليها الدكتور «بدوي» الحملةَ الأولى في لوحة منف، السنة السابعة من سني حكمه، غير أنه ممَّا يُؤسَف له جد الأسف أن بداية لوحة الكرنك، التي كانت حتى زمنٍ قريبٍ مصدرنا الوحيد عن حروب هذا الفرعون، قد ضاع منها الجزء الذي دون فيه. 
 تضحية الأمراء الآسيويين: «وعندما عاد جلالته بقلب فَرِح لوالده آمون، ذبح بيده الأمراء السبعة الذين كانوا في إقليم تخسي، وقد علقوا منكسي الرءوس عند مقدمة سفينة جلالته التي كانت تُسمَّى «عا خبرو رع» (أمنحتب الثاني) مؤسِّس الأرضين، وقد علق ستة رجال من أولئك الخاسئين أمام جدار طيبة، وكذلك تلك الأيدي. أما الخاسئ الآخَر فإنه أُخِذ إلى بلاد النوبة، وعُلِّق على جدار نبتة؛ لأجل أن يظهر انتصارات جلالته أبد الآبدين في كل الأراضي وفي ممالك أرض السود، ومنذ ذلك استولى على أهل الجنوب، وغل أهل الشمال، وهي الأراضي الخلفية لكل العالم الذي يضيء عليه الإله رع، وذلك لأجل أن يجعل حدوده تمتدُّ على حسب ما يرغب فيه، ولا أحد يقاوم يده كما أمر والده رع وآمون رع رب طيبة؛ وذلك لأن ابن رع من جسده ومحبوبه أمنحتب الثاني حاكم أون المقدَّس يعطي الحياة والثبات والرضا، وسرور القلب على يدَيْه مثل رع مخلدًا أبدًا.» 
فهذا النقش الذي أُرِّخ بالسنة الثالثة من حكم أمنحتب الثاني، يدل دلالةً واضحة على أن هذا الملك المصري قد قام بحروب قبل حملته الأولى التي جاء ذكرها على لوحة منف، والواقع أن أمنحتب الثاني كان قد قام بهذه الحرب في السنين الأولى من حكمه؛ وذلك لأن بلاد تخسي هذه لم تُذكَر، لا على لوحة الكرنك ولا على لوحة منف الجديدة، غير أن المشكل هنا في ذكر عبارة «حملته الأولى المظفرة»، التي جاءت على لوحة أمادا، ثم جاءت على لوحة منف ثانيةً، مع أن الأولى مؤرَّخة على أكثر تقدير بالسنة الثالثة، والثانية مؤرَّخة بالسنة السابعة من حكمه، فهل تشير هذه الجملة التي على اللوحة الأولى إلى أنه قام بهذه الحرب عندما كان مشتركًا مع والده في الحكم، وأنه عندما انفرد بالملك تكلَّمَ عن حملته في السنة السابعة من حكمه بأنها حملته الأولى؟ هذا ما لا يمكن القطع به على وجه التأكيد.
حقًّا إن النقوش تدل دلالة واضحة على أن أمنحتب كان قد اشترك مع والده في حكم البلاد كما أشرنا إلى ذلك من قبلُ، غير أننا لا نعلم مدة اشتراكه معه في الحكم، فهل عندما بلغ أمنحتب سنَّ الثامنة عشرة من عمره أشركه معه والده في الحكم، وأعطاه مقاليد الأمور في يده، وبقي يعمل منفردًا في حكم البلاد حتى وافى والده الموت، وأصبح هو الملك الوحيد بلا شريك، ومن ثَمَّ قام بحملته الأولى المظفرة، منفردًا في السنة السابعة من حكمه، أيْ إنه قد حسب سني حكمه منذ أن اشترك مع والده في الحكم، وبذلك لا يكون هناك أيُّ التباسٍ في هذه العبارة في كلا النصين، كل هذه احتمالات قد تكون صائبةً أو شطت عن الصواب، أما العقدة الثانية في نقوش أمنحتب الثاني الحربية، فتنحصر في عدم انسجام ما جاء على لوحتَيِ الكرنك ولوحة منف في كثيرٍ من النقط، وبخاصة في عدد الغنائم ونوعها، وكذلك في ذِكْر المدن التي فتحها الملك المصري.
والظاهر أن هذا الاختلاف قد نشأ من أن اللوحة الجديدة قد أقامها الفرعون أمنحتب الثاني، بعد عودته من الحملتين اللتين قام بهما في السنة السابعة والسنة التاسعة من حكمه في منف مسقط رأسه، وهي المدينة التي استعرض فيها غنائم حربه؛ أما لوحة الكرنك فيظهر أن الذي أمر بإقامتها هو ابنه تحتمس الرابع، كما تدل على ذلك الجملة الأخيرة التي جاءت على هذه اللوحة، ولا بد أن الحفَّار الذي دوَّنَ نقوشَ هذه اللوحة لم ينقلها عن الأصل الذي في منف، ومن المحتمل أن لوحة الكرنك كذلك قد احتوت حوادث حروب هذا الملك المصري، دون مراعاة الدقة في عدد الغنائم والبلاد التي فُتِحت، بل نشاهد أنه قد ذُكِر عليها أحيانًا تفاصيل لم توجد على لوحة منف، وأحيانًا نجد إغفالَ ذِكْر تفاصيل أخرى، ولا غرابة إذا كنَّا نجد أن تحتمس الرابع قد نقل حوادث حملة والده من التقارير الرسمية المحفوظة ضمن الوثائق الحكومية، التي كانت تُحفَظ في سجلات خاصة، ولا أدل على ذلك من أننا نجد تواريخ لتنقُّلات جيوش أمنحتب كانت تُدوَّن بكل دقة في هذه اللوحة، والواقع أن تحتمس الرابع كان مغرمًا بتخليد ذِكْر أجداده، فهو الذي أقام مسلةَ تحتمس الثالث المنفردة، كما فصَّلنا القول في ذلك بعد أن بقيت ملقاةً على الأرض نحو خمسة وثلاثين عامًا.
هذا فضلًا عن أنه قد ذكر فيها ما دخل الخزانة من أموالٍ مثل الذهب والنحاس، ممَّا أغفل ذِكْره في نقش لوحة منف، كما أغفل ذِكْر تفاصيل الخيالة التي تثبت في الوثائق الرسمية.
وسواء أكانت حملة بلاد تخسي قد قام بها أمنحتب الثاني خلال مدة اشتراكه مع والده في الحكم، أم في عهد حكمه المنفرد، فإنها كانت أول الحروب التي شنَّها على آسيا، ومن المحتمل أن بلاد تخسي قد ذُكِرت في الجزء الذي ضاع على لوحة الكرنك، على أنه لم يذكر على لوحة منف؛ غير أن من المستبعد أن نجد أمنحتب الثاني يفخر بقتل أمراء التخسي في ثلاثة نقوش أقامها في أمادا وإلفنتين وفي «أرمنت»، ثم لا يذكرها في لوحته التي أقامها في منف وعدَّد فيها بالتفصيل كلَّ البلاد التي فتحها، حتى القرى الصغيرة.
ولا غرابة في أن نجد أهل ولايات آسيا قد أخذوا يشقون عصا الطاعة على هذا الملك المصري الفتى؛ إذ كانوا يريدون دائمًا أن يعجموا عود الملك المصري الجديد؛ فتلك كانت أخلاقهم، لو يجدون مغمزًا أو لينًا أو مدخلًا، لَولوا وهم يجمحون متحرِّرين من نير الحكم المصري، وبخاصة أن بقايا الهكسوس كانوا لا يزالون يعالجون النفس الأخير من حياتهم في تلك الجهات، هذا فضلًا عن أنه من اللحظات الخطرة في حياة أية دولة ناشئة أن يتوفى مُنشِئها، والبلاد التي فتحها لم تألف بعدُ عيشةَ الخضوع والاستسلام لحاكم لم يعرفوا عنه شيئًا، على أن من المشكوك فيه في نظر القوم أن يكون في قدرة الملك المصري الجديد أن يُظهِر من النشاط العظيم ما يجعله ناجحًا في إدارة حكم ممتلكاته مثل سلفه المتوفى، ويشكون كذلك في أن يكون عنده من المهارة وحصافة الرأي ما يجعله يقدِّر ما على هذه البلاد من جزية، بصورة لا تجعل أهلها يئنون تحت عبئها، فإذا لم يُظهِر هذا الحاكم الجديد أن في قدرته المحافظة على ما تركه له سلفه من إرثٍ بأي ثمن كان، وأن عمَّاله لا يزالون قادرين على السيطرة على مقاليد الأمور من غير خور أو فتور، فإن رعاياه لا بد ثائرين عليه، وبذلك يصبح تغيُّر العاهل فرصةً سانحة لإعلان العصيان العام في كل أنحاء الإمبراطورية.
والواقع أن أهالي سوريا قد أرادوا أن يعجموا عود هذا الملك الجديد كما فعلوا مع والده تحتمس الثالث الذي خيَّبت مهاراته الحربية رجاءهم، وقضى على قوتهم قضاءً حاسمًا بأسرع ما يمكن، ومع ذلك فإنهم أعادوا الكرَّة مع ابنه، فكان التنكيل بهم أشنع، فقد قاد تلك الحملة الغامضة إلى بلاد تخسي، وهي التي نكَّل فيها بالأمراء السبعة كما سبق ذكره، وتدل اللوحة الجديدة على أن أهالي سوريا وفلسطين قد أخلدوا للسكينة مدَّةً حتى العام السابع من حكمه، أيْ وهو في الخامسة والعشرين من عمره، وذلك عندما قام بحملته الأولى زاحفًا بجيشه على بلاد رتنو؛ ليُخضِع أولئك الأمراء الذين شقوا عصا الطاعة عليه، فوصل إلى بلدة شماش أدوم فخربها واستولى عليها في مدة قصيرة، وكان هو الذي يقود الجيش بنفسه في عربته المسماة آمون قوي وموت راضية و«خونسو صاحب المشاريع الطيبة»، وبعد أن غنم منها بعض الغنائم عبر نهر الأرنت، غير أنه أدرك في الحال أن بعض الآسيويين أرادوا أن يهاجموه من الخلف، فعاد إليهم ثانيةً، وانقضَّ عليهم انقضاض الباشق الإلهي، ولم تنفعهم ثقتهم بنفسهم، بل دبَّ في نفوسهم الرعب، واستولى عليهم الفزع، وتساقطوا مكدِّسين بعضهم فوق بعض حتى قائدهم، وتقول النقوش إنه لم يكن ثمة مَن ينازلهم في الميدان إلا أمنحتب، وليس له رفيق إلا سيفه البتَّار، وقد غنم في هذه المعركة أميرين من أمراء هذه الجهة وبعض الأشراف، هذا إلى عرباتهم وخيولهم وكل أسلحتهم.
والظاهر أن مدينة نيا قد سمعت بانتصارات الملك المصريوقوته، فدبَّ في نفوسهم الفزع، حتى إن الملك المصري لم يَكَدْ يظهر بجيشه أمام المدينة، حتى رأى أهلها وعظماءها واقفين على أسوارها مقدِّمين له فروضَ الطاعة والولاء.
وبعد أن تمَّ تسليم نيا سار الملك المصري بجيشه نحو أوغاريت (رأس الشمرة)، الواقعة على مسافة أحد عشر كيلومترًا شمالي اللاذقية، وضرب خيامه هناك، فهزم العدو هزيمة منكرة وجعل عاليها سافلها، ثم قفل راجعًا بقلب يغمره الفرح ويملؤه الفخار، بعد أن أصبح مسيطرًا على كل هذه البلاد الأجنبية قاطبةً، وقد حدا الملك المصري إلى تخريب رأس الشمرة ما سمعه عن أهلها، وعن عزمهم على طرد الحامية المصرية من هذه البلدة، من أجل ذلك ذبَحَ المتآمرين، وخلص المدينة منهم.
بعد هذا النصر عبر أمنحتب الثاني نهرَ العاصي ثانيةً، وعسكَرَ على الجانب الشرقي عند جبل الأقرع، بالقرب من بلدة «سالخي»، وتقع على منحدر نهر الأرنت، وشرقي بلدة تُدعَى شماش رام (الشمس العالية)، وهو مكان غير معروف، خرب قرية منزاتو، ولما سار جلالته إلى قرية «هثرع» خرجوا وعلى رأسهم أميرهم حاملين كل أمتعتهم وقدَّموها للملك المصري بقلوب فَرِحة، وقد سرى خبر ذلك إلى بلدة ينقا، فخرج أهلها لمقابلته مقدِّمين فروضَ الطاعة أيضًا، وكل هذه البلاد تقع بالقرب من قادش على الضفة اليمنى لنهر الأرنت.
وبعد أن تمَّ للملك المصري الاستيلاء على هذه القرى والبلدان، زحف إلى مدينة قادش العظيمة وعسكَرَ أمامها، ولم يكَدْ أهلها يعلمون بوجوده حتى خرجوا لمقابلته بقلوبٍ ملؤها الفرح والسرور، وعقدوا له يمين الطاعة والولاء.
وبعد أن تمَّ لأمنحتب الثاني النصرَ على كل هذه الأماكن، وبخاصة الاستيلاء على قادش، أراد أن يقلِّد والده «تحتمس الثالث»، بل يفوقه في فنون الصيد والرماية، فقام أولًا بأعمال رياضية تدل على حذقه في إصابة المرمى وإحكام رماية الهدف، فأصاب هدفين من نحاس بسهامه أمام أهل المدينة، ثم قام بنزهةٍ للصيد والقنص في غابة جبال «رابيو»، ورجع من طراده بغزلان ومهاري، وأرانب برية، وحمير وحشية لا يُحصَى عددها.
وبعد ذلك سار أمنحتب بعربته منفردًا نحو مدينة خاشابو، الواقعة على مسافة ثلاثين كيلومترًا من جنوبي صيدا على ساحل فينيقيا (بلدة «حبيسة» الحالية عند منبع نهر الحاصباني)، ولم يستغرق الاستيلاء عليها إلا مدة قصيرة، وقد عاد منها بغنائم كثيرة؛ إذ ساق أمامه ستة عشر من أشرافها، كما علق عشرين يدًا من التي قطعها على معرفة جواده، وكذلك قاد ستين ثورًا، ولعمري فإن أعمال هذا الملك المصري في مضمار الفروسية تذكِّرنا بسيرة عنترة العبسي وأعمال فروسيته.
وبعد أن أحرز هذا الملك المصري كل هذه الانتصارات المدهشة، سار جنوبًا في وادي شارونا، وتقع بين يافا وقيصرية، وقد جعل وجهته الوطن، فقابَلَ هناك رسول أمير نهرين، وكان يخفي معه خطابًا كُتِب بالخط المسماري معلقًا في رقبته ومختومًا، فأخذه الملك المصري وساقه أسيرًا بجانب عربته، وبعد أن مكث في هذا المكان فترة قصيرة فضَّ خيامه وحملها على خيله، وقد بقي معه هذا الشريف السوري أسيرًا، وتابَعَ بعد ذلك الملك المصري السيرَ نحو أرض الكنانة حتى وصل إلى منف عاصمة ملكه الثانية بقلبٍ ملؤه الغبطة، وتفيض منه القوة كأنه الثور القوي، وفي هذه المدينة المقدسة التي كان قد ترعرع وشبَّ في ربوعها، استعرض أمام الشعب ما غنمه في حملته الأولى المظفرة من البلاد التي قهرها، فدخل أمنحتب المدينة في عربته المصنوعة من الذهب تجرُّها كرائم الخيل، وسير خلفه خمسين وخمسمائة شريف سوري، وأربعين ومائتَي امرأة، وأربعين وستمائة كنعاني، واثنين وثلاثين ومائتين من أولاد الأمراء، وثلاث وعشرين وثلاثمائة من الأمراء، وكذلك حظيات من البلاد الأجنبية كلها، يبلغ عددهن سبعين ومائتَيْ حظية عليهن حليهن من الذهب والفضة، ثم يأتي بعد ذلك عشرون وثمانمائة جواد، وثلاثون وسبعمائة عربة بكل ما يلزمها من عدة، ولقد بلغ من عظم هذه الغنائم أن أخذت الملكة الدهشة من عظم ما أحرزه زوجها الفتي من النصر، وما حمله لبلاده من ثراء.
والظاهر أن أمنحتب الثاني لم يكن في حاجة بعد ذلك للقيام بحملة ثانية في العام التالي، كما كان يفعل والده، بل بقي عامين في عاصمة ملكه، ولا يبعد أنه كان ينظم شئون البلاد، ويقيم المباني العدة التي خلفها في طول البلاد وعرضها كما سنرى.
وفي العام التاسع من سني حكمه جاءته الأخبار بقيام ثورة في شمالي فلسطين، فزحف في الحال بجيشه في ربع هذه السنة إلى بلدة إبق في شمالي فلسطين، وتقع على مسافة نحو خمسة عشر كيلومترًا من بيت شان، وشنَّ على أهلها الحرب ولم يمضِ طويل زمن حتى طلبوا إليه الأمان؛ إذ كان قد هزمهم هزيمة نكراء، وبعد أن استقرت الأحوال في هذه البلدة سار بجيشه نحو بلدة يحما التي تقع على مسافة خمسة عشر كيلومترًا غربي إبق السالفة الذكر، فخرب القرى المجاورة وسقطت في قبضته قرية «ما باسن» وبلدة «خاتيتان»، ويقعان غربي بلدة سوكا، وهي شويكة الحالية الواقعة شمالي مدينة نابلس، ثم أخذ الملك المصري الغضب كأنه الصقر المقدس، وطارت جياده كأنها الشهب المنقضة، ولم يكد يدخل المعمعة حتى استولى على أمراء البلدة وزوجاتهم وأتباعهم وكل متاعهم، ومهما يكن من شيء فيبدو أن الملك المصري كان مشغول البال حائر الفكر في أمر الثورات التي كانت على ما يظهر منتشرةً في جهات فلسطين، فكان يفكِّر في أمرها ليل نهار، حتى إنه رأى فيما يرى النائم إلهه الأعظم آمون يبشِّره بالنصر على الأعداء مما شدَّ عزيمته وقوَّى روحه لمنازلة الأعداء، ولعله كان للأحلام وتفسيرها سوق رائجة في هذا العصر، فقد كان يوسف الصديق الذي يُحتمل أنه عاش في هذا العصر مشهورًا بتوفيقه في تفسير الرؤى وقتئذٍ، وسنشاهد فيما بعدُ أن تحتمس الرابع قد بشَّرَه أبو الهول بالملك في رؤيا صادقة، وهو لا يزال أميرًا.
وعلى إثر هذه الرؤيا قام أمنحتب الثاني في الصباح المبكر، وأعَدَّ العدة لنفسه، وسار بعربته منفردًا نحو بلدة أتورين، ثم إلى بلدة مجدول يون، وهذان البلدان يقعان في إقليم السامريين، وهنا نجد الملك المصري يأتي بالعجب العجاب في مضمار الفروسية على غرار ما فعله في مضمار التجديف والمباراة في إصابة الهدف، بل ضرب هذا الرقم القياسي ممَّا فاق ما نقرؤه في القصص الخيالي عن عنترة العبسي، وأبو زيد الهلالي، وغيرهما من الفرسان، غير أنه قد أباح لنفسه إتيان مثل هذه المعجزات بقوله إنه كان في قوة سخمت إلهة الحرب، وقوة منتو إله القتال، فقد أسر أمراء هاتين المدينتين ويبلغ عددهم أربعة وثلاثين، وكذلك استولى على سبعة وخمسين عبدًا، وواحد وستين ومائة آسيوي، وأربع وخمسين عربة حرب بكل معداتها، كما استولى على كل الرجال البالغين فيهما ومعهم نساؤهم وكل متاعهم، وقد أراد الفرعون أن يستولي عليهم أحياء، فضرب عليهم حصارًا بحفر خندق حولهم، وسهر على حراستهم حتى الصباح، وهو شاهر بلطته في يمينه، مُنذِرًا كلَّ فارٍّ بالموت العاجل.
والواقع أن مثل هذه المشاهد الحربية تفوق ما نقرؤه في الإلياذة عن أعمال آخيل وهكتور، ولا يبعد أن اليونان قد نقلوا هذه الأعمال الخارقة لحدِّ المألوف عن المصريين، وبخاصة أنهم كانوا ينسبونها إلى مَن يجري في عروقهم الدم الإلهي مثل آخيل، ويقول المتن بعد ذلك ما يأتي: «وفي الصباح المبكر من اليوم التالي، سار الملك المصري على جواده ثانيةً (بغنائمه)، وكان مدججًا بأسلحة الإله منتو.» وهذا نفس ما كان يفعله آخيل، فإنه كان يدجج بأسلحة إله الحرب، وهي التي كانت تهبه النصر، فإذا ما خلعها عنه ذهبت عنه القوة الإلهية.
على أن هذا النصر المبين لم يُرْضِ أطماع هذا الفرعون الشجاع؛ إذ آثر ألا يستريح يوم عيد تتويجه ويحتفل به، بل زحف في هذا اليوم على بلدة أنا وخرات واستولى عليها، وأسر أشرافها وخيلها، ورجالها وعرباتها وماشيتها، وقد كان له نصيب الأسد في الغنائم التي استولى عليها في هذه المدينة، مما لم يسمع به من قبلُ في أعمال البطولة المنفردة إلا في أقاصيص الإلياذة، وبعد ذلك علم أن جرجور أمير إقليم قبعا سومنه، التي يقول عنه «مسبرو» إنها كانت تقع مكان بلدة «الشيخ إبريق» القائمة جنوبي حيفا، قد شقَّ عصا الطاعة، فأسره واستولى على زوجه وأولاده وأتباعه، ونصب بدلًا منه أميرًا من الموالين له.
ومما سبق نعلم أن أمنحتب الثاني قد أخضع كل السلالات التي كانت تقطن فلسطين في خلال هذه الحملة، وقد ذُكِرت كلها في هذا العرض من الجنوب إلى الشمال، على أن أهم ما يلفت النظر من بين هذه السلالات ذكر العبرو، وهم الذين جاء ذكرهم في رسائل تل العمارنة باسم «الخبيرو»، وهم العبرانيون فيما بعدُ.
وبعد أن وصل أمنحتب في فتوحه إلى هذه النقطة، قفل راجعًا إلى أرض الكنانة، جاعلًا قبلته مدينة منف كما حدث في الحملة الأولى، وقد كان مغتبطًا مسرورًا بما ناله من نصر في كل البلاد الأجنبية التي أصبحت خاضعةً له تحت قدمَيْه، وقد كانت الغنائم التي دخل بها عاصمة ملكه الثانية أعظمَ بكثيرٍ من الغنائم التي ظفر بها في حملته الأولى، ولا نزاع في أن استعراضها كان من أعظم المشاهد التي عُرِفت في التاريخ المصري قاطبةً، فقد ساق إلى منف الأمراءَ والعظماءَ والأسرى من كل السلالات التي كانت تقطن فلسطين وقتئذٍ، حتى إن عددهم بلغ نحو تسعين ألف أسير، هذا إلى عربات من الفضة والذهب يبلغ عددها نحو الستين عربة، وأكثر من ألف عربة أخرى ملوَّنة وغيرها بمعداتها، وكان الفضل في هذه الانتصارات وإحراز هذه الغنائم راجعًا للإله آمون والده، الذي حماه في ساحة الوغى، وأمَدَّه بالشجاعة وقوة البأس، وساقه إلى هذا النصر وهذا الثراء، وبذلك فاق والده تحتمس الثالث في حملته الأولى إلى سوريا، ولم يَكَدْ يستقر المكان بالملك المصري في عاصمة ملكه حتى وفد على بلاطه عظماء أمراء آسيا، الذين كانوا يرقبون عن كثب انتصارات هذا الملك المصري، حتى راعهم ما كان عليه من قوة وشدة بطش، وقد كان كلٌّ منهم يحمل من بلاده الهدايا التي تنمُّ عن الولاء والإخلاص، وقد ذكرت لنا المتون أن كلًّا من أمير نهرين وأمير خيتا وأمير سنجار، وقد وفدوا على جلالته راجين منه أن يمنحهم نفس الحياة، متبعين في ذلك السنة التي سار عليها آباؤهم من قبلُ، فاستمع إلى قولهم: «لقد حضرنا بهدايا إلى بلاطك يابن رع، يا أمنحتب، ويا أيها الإله، ويا أمير أون، ويا أمير الأمراء، ويا أيها الأسد الهصور، وبذلك يبعد الخوف عن هذه البلاد أبد الآبدين.»
هذا موجز عمَّا قام به أمنحتب الثاني في آسيا، في سبيل توطيد أركان الملك الذي قام ببنائه تحتمس الثالث والده على أُسُس متينة بالنسبة لعصره، ومما يلفت النظر في تاريخ فتوح أمنحتب الثاني تدفُّقُ الأسرى الأجانب من سوريا وفلسطين رجالًا ونساء، ممَّا كان له أثر بالغ في الحياة المصرية الاجتماعية كما سنرى بعدُ.
أما عن حروبه في السودان فيظهر أنه لم يحدث في تلك الأقاليم الشقيقة ما يستحق الذكر، والظاهر أن تمثيل الملك المصري بأحد أمراء آسيا في بلدة نبتة كان بمثابة درس عملي ناجع في جعل أمراء السودان يخلدون إلى السكنية طول مدة حكمه. وقد ترك لنا أمنحتب نقشًا في إحدى مقابر رجال عصره في جبانة «شيخ عبد القرنة»، ذكر فيه الأقاليم التي كان يسيطر عليها أمنحتب الثاني، وهي في الواقع الأملاك التي كانت تدين لوالده بالطاعة، فقد مُثِّل على إحدى جدران هذا القبر الملك المصري جالسًا على عرشه، وقد نُقِش حول قاعدة هذا العرش أسماء أهالي واحات لوبيا وبلاد كوش وبلاد فينيقيا ونهرين وسوريا وبلاد «مالوص» (يُحتمَل أن تكون قيليقية الحالية جنوب تركيا). هذا ونجد أنه قد أمر بإقامة لوحتين لتحديد أملاكه من جهة الشمال ومن جهة الجنوب في السنة الرابعة من حكمه، واحدة عند أقصى حدوده في نهرين، والثانية عند أقصى حدوده في الجنوب عند كاراي، وأقامهما له أمنحتب مدير أعماله في معابد الإله في الجنوب وفي الشمال، وكاتب الملك المصري أمنحتب، فحاكى بهذا العمل والده تحتمس الثالث، عندما أقام لوحةً على الضفة اليمنى لنهر الفرات شمالًا، وأخرى عند جبل البركل جنوبًا.